# Stadio Stožice
Lo stadio Stožice è uno stadio polivalente situato a Lubiana, in Slovenia. È stato progettato dalla ditta slovena "Sadar+Vuga" ed è l'impianto sportivo più importante della nazione. Lo Stožice è solo uno dei due stadi di Lubiana.
Nello stadio disputa le sue partite casalinghe l'Olimpia Lubiana. Inoltre, è una delle due sedi principali della nazionale di calcio della Slovenia. Lo stadio può ospitare anche concerti ed eventi culturali.

## Storia
Lo stadio prende il nome dall'area in cui si trova, lo Stožice Sports Park, ma non è escluso che in futuro possa cambiare nome per motivi dovuti alla sponsorizzazione. Lo stadio è stato costruito su un'area di 24.614 m². Fu costruito in soli 14 mesi ed è stato inaugurato l'11 agosto 2010 con una partita di calcio amichevole tra le nazionali di Slovenia e Australia, vinta dai padroni di casa per 2-0.
Lo stadio ha una capienza di 16 038 posti a sedere e si trova al centro dello Stožice Sports Park. Tra i 16 038 posti vi sono anche 558 posti per gli addetti ai lavori, 210 posti per i membri della stampa e 97 posti per i diversamente abili.
Nel caso in cui allo stadio vi fosse un concerto o un altro evento culturale, la capienza aumenta fino a 23 000 posti.

## Calcio
Lo stadio viene utilizzato principalmente per il calcio ed è il terreno di casa dell'Olimpia Lubiana e della nazionale di calcio della Slovenia. 

### Partite della nazionale allo stadio
| Data             | Competizione                | Avversario | Risultato | Pubblico |
| ---------------- | --------------------------- | ---------- | --------- | -------- |
| 11 agosto 2010   | Amichevole                  | Australia  | 2-0       | 16.155   |
| 8 ottobre 2010   | Qualificazioni ad Euro 2012 | Fær Øer    | 5-1       | 15.750   |
| 25 marzo 2011    | Qualificazioni ad Euro 2012 | Italia     | 0-1       | 16.000   |
| 2 settembre 2011 | Qualificazioni ad Euro 2012 | Estonia    | TBD       | TBD      |

## Cultura
Lo stadio può ospitare anche eventi culturali. Il primo svoltosi qui è stato lo spettacolo di due comici sloveni, Lado Bizovičar e Jurij Zrnec, "Notpadu lajv?!" il 20 settembre 2010. Circa 22.000 persone hanno assistito allo spettacolo. In futuro lo stadio sarà un punto di riferimento per le principali tournée internazionali di cantanti di fama mondiale.